# Rombífers
Els rombífers (Rhombifera) són una classe d'equinoderms blastozous coneguts exclusivament pels seus fòssils. Van aparèixer a l'Ordovicià inferior i van viure fins al Devonià mitjà, fa aproximadament 460 a 392 milions d'anys.

## Característiques
Aquests fòssils recorden els petits maces. Els porus de la teca estan disposats en rombes (diamants), i els solcs alimentaris són externs.

## Taxonomia
Els rombífers inclouen quatre ordres:
- Ordre Dichoporita †
- Ordre Fistuliporida †
- Ordre Hillocystida †
- Ordre Pleurocystitida †